# Josef Pecinovský
Josef Pecinovský (* 5. května 1946 Varnsdorf) je český spisovatel science fiction a westernů, autor počítačových příruček.

## Život
Ač se narodil ve Varnsdorfu, do roku 1953 žil v obci Dolní Podluží v nynějším okrese Děčín. Od roku 1953 až do roku 1965 žil v Ostravě-Porubě. V Ostravě také vystudoval SPŠ chemickou (ukončil ji roku 1964), od roku 1965 až dodnes žije ve Štětí.
Od roku 1965 pracoval jako dělník v SEPAP Štětí, v letech 1972–1976 byl provozním mistrem, od roku 1976 byl mistrem odborné výchovy, od roku 1982 referentem na GŘ PPC Praha a od 1990 až do 2007 učitelem odborných předmětů v oboru informatika na SOU Štětí. V roce 2007 odešel do důchodu.
Spisovatelské činnosti se věnuje pravidelně od roku 1973. Získal Cenu Karla Čapka (Mlok) v letech 1986 a 1987. Od roku 1984 publikuje v časopisech a ve fanzinech, od 1990 publikuje knižně.
Řadu děl vydal pod pseudonymem, použil jich několik: Bernard Ant, Bruce Newman, Joe Townway, Mike Williamson.

### Science fiction
- 1990 – Plástev jedu akční sci-fi román Artservis
- 1990 – Tři zákony odlidštění akční sci-fi novela Winston Smith
- 1991 – Abbey Road povídková sbírka Svoboda
- 1991 – Vejce s ozvěnou akční sci-fi román Ivo Železný
- 1990 – Juta antiutopický román Kosík
- 1991 – Zabít mrtvého sci-fi novela Kosík
- 1992 – Milovník zvířat sci-fi novela Rovnost
- 1992 – Orel nad jezerem jako Bernard Ant, sci-fi novela Ivo Železný
- 1992 – 2101: Bariéra času jako Bruce Newman, sci-fi novela Ivo Železný
- 1992 – Vražedné planety jako Bruce Newman, sci-fi povídky Ivo Železný
- 1992 – Posvátná larva akční sci-fi román Ivo Železný
- 1992 – Zlatí lumíci jako Bernard Ant, sci-fi novela Ivo Železný
- 1993 – Stín kobry jako Bruce Newman, akční sci-fi román Ivo Železný
- 1993 – Záhadná kukla akční sci-fi román Ivo Železný
- 1995 – V zajetí počítače spoluautor Rudolf Pecinovský, sci-fi v kombinaci s naučným textem Grada
- 1999 – Házím ti laso, kamaráde povídky sci-fi Grada
- 1999 – Sinusoida 26 akční sci-fi román Grada
- 2007 – Plástev jedu akční sci-fi román, druhé vydání Wolf Publishing
- 2007 – Abbey Road povídková sbírka, druhé vydání Triton
- 2007 – Vejce s ozvěnou akční sci-fi román, druhé vydání Epocha
- 2008 – Posvátná larva akční sci-fi román, druhé vydání Epocha
- 2008 – Záhadná kukla akční sci-fi román, druhé vydání Epocha
- 2008 – Věčné imago akční sci-fi román Epocha
- 2009 – Stín mrtvého dvě sci-fi novely Epocha
- 2009 – Budiž vám Měsíc lehký, 21. díl sci-fi seriálu Agent John Francis Kovář, Triton
- 2010 – Probuď se, armádo! akční sci-fi román Epocha
- 2012 – Zapomenuté jezero, román ze série Kroniky karmínových kamenů Zoner Press
- 2012 – Termiti z Titanu, vydáno ve dvou dílech, povídková sbírka Triton
- 2014 – Děti plástve, dvoudílný akční sci-fi román Epocha
- 2014 – Plástev v ohrožení, akční sci-fi román, třetí pokračování série Plástev Epocha
- 2015 – Válka pláství, akční sci-fi román, čtvrté pokračování série Plástev Epocha
- 2016 – Areston, akční sci-fi román, první část trilogie z prostředí drsného kosmického vězení. Epocha
- 2017 – Útěk z Arestonu, akční sci-fi román, druhá část trilogie z prostředí drsného kosmického vězení. Epocha
- 2017 – Vládce Arestonu, akční sci-fi román, třetí část trilogie z prostředí drsného kosmického vězení. Epocha
- 2017 – Stavitelé Arestonu, akční sci-fi román, prequel k trilogii Areston. Epocha
- 2018 – Na barvě vesmíru nezáleží, profilová povídková sbírka. Epocha
- 2023 – Mirzova vize, akční sci-fi román. Epocha.

### Westerny
- 1992 – Ranč u Bílé vody, jako Joe Townway, Story
- 1992 – Ryšavý John jako Mike Williamson, Ivo Železný
- 1993 – Mrtvý od Snake River, jako Joe Townway, Ivo Železný
- 1994 – Zlomená podkova, jako Joe Townway, Ivo Železný
- 1994 – Město krkavců, jako Joe Townway, Ivo Železný
- 1994 – Město supů, jako Joe Townway, Ivo Železný
- 1994 – Návrat Ryšavého Johna, jako Mike Williamson, Ivo Železný
- 1995 – Město kojotů, jako Joe Townway, Ivo Železný
- 1995 – Zlato v Rocky Springs, jako Joe Townway, Ivo Železný
- 1995 – Ryšavý John a černá smečka, jako Mike Williamson, Ivo Železný
- 1996 – Ryšavý John a muž s tomahawkem, jako Mike Williamson, Ivo Železný
- 1997 – Město chřestýšů, jako Joe Townway, Ivo Železný
- 1998 – Dívka z hor, jako Joe Townway, Ivo Železný
- 1998 – Green Tony, jako Joe Townway, Ivo Železný

### Počítačové příručky
- 1997 – Works 4,0 pro Windows 95, Grada
- 1997 – Excel 97, podrobný průvodce začínajícího uživatele, spoluautor Rudolf Pecinovský, Grada
- 1998 – Začínáme s počítačem, Grada
- 1998 – Česká Windows 98, Grada
- 1998 – Windows 98, podrobný průvodce začínajícího uživatele, spoluautor Rudolf Pecinovský, Grada
- 1999 – Český Publisher 98, Grada
- 1999 – Skenery a skenování, spoluautor Rudolf Pecinovský, Grada
- 1999 – Excel 2000, podrobný průvodce začínajícího uživatele, Grada
- 1999 – Excel 2000 snadno a rychle, Grada
- 1999 – Publisher 2000 snadno a rychle, Grada
- 2000 – Windows 2000 server, podrobný průvodce začínajícího uživatele, Grada
- 2000 – Postavte si vlastní počítačovou síť, spoluautor Dag Jeger, Grada
- 2000 – Windows Milenium, podrobný průvodce začínajícího uživatele, Grada
- 2001 – Excel v příkladech, Grada
- 2001 – Word 2000, podrobný průvodce pokročilého uživatele, spoluautor Rudolf Pecinovský, Grada
- 2001 – Skenujeme na počítači v rekordním čase, Grada
- 2001 – Začínáme s počítačem, druhé aktualizované vydání, Grada
- 2001 – Adobe Photoshop 6, podrobný průvodce začínajícího uživatele, Grada
- 2001 – Excel 2002, podrobný průvodce začínajícího uživatele, Grada
- 2001 – Excel XP snadno a rychle, Grada
- 2002 – Excel 2002, podrobný průvodce pokročilého uživatele, Grada
- 2002 – Office XP, podrobný průvodce začínajícího uživatele, Grada
- 2002 – Word v kanceláři, Grada
- 2002 – Digitální fotografie na počítači, Grada
- 2003 – Adobe Photoshop 7 – podrobný průvodce začínajícího uživatele, Grada
- 2003 – Kreslíme na počítači, Grada
- 2003 – PowerPoint v kanceláři, Grada
- 2003 – Počítač v kanceláři, Grada
- 2003 – Digitální fotografie na počítači 2, Grada
- 2003 – Skenery a skenování, druhé aktualizované vydání, spoluautor Rudolf Pecinovský, Grada
- 2003 – Archivace a komprimace dat, Grada
- 2003 – Internet v kanceláři, Grada
- 2003 – Digitální video v rekordním čase, Grada
- 2004 – Upravujeme digitální video, Grada
- 2004 – Word 2003 snadno a rychle, Grada
- 2004 – PowerPoint 2003 snadno a rychle, Grada
- 2004 – Word 2003, podrobný průvodce začínajícího uživatele, Grada
- 2004 – Jak na Word 2003, Grada
- 2005 – Pinnacle Studio 9, Grada
- 2005 – Skenujeme na počítači, druhé aktualizované vydání, Grada
- 2005 – Nero 6, kompletní průvodce, spoluautor Jan Pecinovský, Grada
- 2005 – Začínáme s počítačem, třetí aktualizované vydání, Grada
- 2006 – OpenOffice.org 2, kompletní průvodce, Grada
- 2006 – Pinnacle Studio 10, praktický průvodce, Grada
- 2006 – Adobe Premiere Pro 2, praktický průvodce, Grada
- 2006 – Upravujeme digitální video, druhé aktualizované vydání, Grada
- 2006 – Digitální fotografie, úpravy, tisk a prohlížení v programu ACDSee, Grada
- 2006 – Jak na Pinnacle Studio 10, Grada
- 2007 – Word 2007 snadno a rychle, Grada
- 2007 – PowerPoint 2007 snadno a rychle, Grada
- 2007 – Jak na PowerPoint 2007, Grada
- 2007 – Jak na Word 2007, Grada
- 2007 – Jak na Windows Vista v rekordním čase, Grada
- 2007 – Windows Vista, podrobný průvodce, Grada
- 2007 – Office 2007, podrobný průvodce, Grada
- 2007 – Word 2007, podrobný průvodce, Grada
- 2008 – Pinnacle Studio 11, praktický průvodce, Grada
- 2008 – Nero 8, praktický průvodce, spoluautor Jan Pecinovský, Grada
- 2008 – Začínáme s počítačem, čtvrté aktualizované vydání, Grada
- 2008 – Adobe Premiere CS3, podrobný průvodce, Grada
- 2008 – Excel 2007, hotová řešení, CPress
- 2008 – PowerPoint 2007, hotová řešení, CPress
- 2009 – Skenery a jak skenovat, CPress
- 2009 – Word 2007, hotová řešení, CPress
- 2010 – Notebook pro seniory, CPress
- 2011 – MS Office 2010, podrobný průvodce, Grada
- 2011 – Excel a Access 2010 – efektivní zpracování dat na počítači, Grada
- 2011 – Pinnacle Studio 15, Grada
- 2011 – Microsoft Excel 2007/2010, CPress
- 2011 – 333 tipů a triků pro Zoner Photo Studio, CPress
- 2012 – Windows 8 snadno a rychle, Grada
- 2013 – Windows 8, průvodce začínajícího uživatele, Grada
- 2013 – Excel 2013, průvodce začínajícího uživatele, Grada
- 2013 – Word 2013, podrobná uživatelská příručka, CPress
- 2013 – Office 2013, podrobná uživatelská příručka, CPress
- 2014 – 333 tipů a triků pro Excel 2013, CPress
- 2014 – Digitální fotografie pro seniory, CPress
- 2014 – Internet pro seniory, CPress
- 2016 – 1001 tipů a triků pro Windows 10, CPress

### Další
- 1990 – Scénář ke kreslenému seriálu Kryštof Kolumbus, kresby Ladislav Badalec.
- 2001 – Excel 2000, scénář multimediální učebnice, Grada, Atelier Multimedia
- 2001 – Word 2000, spolupráce na scénáři multimediální učebnice, spoluautor Rudolf Pecinovský, Grada, Atelier Multimedia
- 2003 – Excel 2002, scénář multimediální učebnice, Grada, Atelier Multimedia
- 2003 – Word 2002, spolupráce na scénáři multimediální učebnice, Grada, Atelier Multimedia
- 2015 – Šest nevinných (společně s Jiřím Walkerem Procházkou, Davidem Zábranským, Přemyslem Krejčíkem, Janem Svitákem, Lukášem Vavrečkou), krimi román napsaný veřejně během 72 hodin, Pavel Mervart

## Ocenění
- 1986 – Cena Karla Čapka (Mlok) za povídku Její Veličenstvo
- 1987 – Cena Karla Čapka (Mlok) za povídku Nos to závaží
- 2010 – Cena Aeronautilus (Velmistr žánru)
- 2012 – Cena Aeronautilus za povídku Věrozvěst z Pompejí